# Euphoria (film 1974)
(Vince Collins, Scary cartoons that feminists hate)
Euphoria è un cortometraggio di animazione del 1974, prodotto e diretto da Vince Collins.

## Trama
Euphoria è una serie di disorientative trasformazioni e vertiginosi passaggi di stato.
La fertilità, la nascita, la metamorfosi traumatica dell'essere e la rinascita sono i segmenti del ciclo vitale mostrato da Vince Collins.